# Danh sách đĩa nhạc của Younha
Đây là danh sách đĩa nhạc của ca sĩ Hàn Quốc Younha, hoạt động ở cả Hàn Quốc và Nhật Bản, bao gồm 7 album phòng thu, 4 đĩa mở rộng, 1 album tổng hợp và 24 đĩa đơn.

## Danh sách album

### Album phòng thu
| Tên | Chi tiết | Thứ hạng cao nhất | Thứ hạng cao nhất | Doanh số           |
| Tên | Chi tiết | Hàn Quốc          | Nhật Bản          | Doanh số           |
| Tiếng Nhật                                                                                             | Tiếng Nhật | Tiếng Nhật        | Tiếng Nhật        | Tiếng Nhật         |
| --- | --- | ----------------- | ----------------- | ------------------ |
| Go! Younha                                                                                             | - Phát hành: 5 tháng 10 năm 2005 - Hãng đĩa: Epic Records - Định dạng: CD                                                            | —                 | 13                | - Nhật Bản: 20,000 |
| Under the Same Sky                                                                                     | - Phát hành: 22 tháng 9 năm 2010 - Hãng đĩa: Sistus Records - Định dạngs: CD, digital download                                       | —                 | 169               |                    |
| People                                                                                                 | - Phát hành: 10 tháng 9 năm 2014 - Hãng đĩa: MEPLUS Entertainment / Universal Music - Định dạngs: CD, digital download               | —                 | 255               |                    |
| View                                                                                                   | - Phát hành: 9 tháng 9 năm 2015 - Hãng đĩa: MEPLUS Entertainment / Universal Music - Định dạngs: CD, digital download                | —                 | 278               |                    |
| Tiếng Hàn                                                                                              | |                   |                   |                    |
| The Perfect Day To Say I Love You                                                                      | - Phát hành: 15 tháng 3 năm 2007 - Repackaged: 26 tháng 6 năm 2007 - Hãng đĩa: Stam Entertainment - Định dạngs: CD, digital download | 1                 | —                 | - Hàn Quốc: 45,000 |
| Comet                                                                                                  | - Phát hành: 23 tháng 10 năm 2007 - Hãng đĩa: Stam Entertainment - Định dạngs: CD, digital download                                  | 1                 | —                 | - Hàn Quốc: 38,000 |
| Someday                                                                                                | - Phát hành: 28 tháng 8 năm 2008 - Hãng đĩa: Stam Entertainment - Định dạngs: CD, digital download                                   | 1                 | —                 | - Hàn Quốc: 55,000 |
| Peace, Love & Ice Cream                                                                                | - Phát hành: 16 tháng 4 năm 2009 - Hãng đĩa: Lion Media - Định dạngs: CD, digital download                                           | 1                 | —                 | - Hàn Quốc: 58,969 |
| Growing Season                                                                                         | - Phát hành: 11 tháng 12 năm 2009 - Hãng đĩa: Lion Media - Định dạngs: CD, digital download                                          | 1                 | —                 | - Hàn Quốc: 47,630 |
| Supersonic                                                                                             | - Phát hành: 3 tháng 7 năm 2012 - Hãng đĩa: ANG / Wealive - Định dạngs: CD, digital download                                         | 2                 | —                 | - Hàn Quốc: 15,110 |
| RescuE                                                                                                 | - Phát hành: 27 tháng 12 năm 2017 - Hãng đĩa: LOEN Entertainment - Định dạngs: CD, digital download                                  | 6                 | —                 | - Hàn Quốc: 7,367  |
| "—" biểu thị các bản phát hành không lọt vào bảng xếp hạng hoặc không được phát hành trong khu vực đó. | |                   |                   |                    |

### Album tổng hợp
| Tên | Chi tiết                                                                      | Thứ hạng cao nhất | Thứ hạng cao nhất | Doanh số          |
| Tên | Chi tiết                                                                      | Hàn Quốc          | Nhật Bản          | Doanh số          |
| Tiếng Nhật                                                                                             | Tiếng Nhật                                                                    | Tiếng Nhật        | Tiếng Nhật        | Tiếng Nhật        |
| --- | ----------------------------------------------------------------------------- | ----------------- | ----------------- | ----------------- |
| Songs - Teen's Collection                                                                              | - Phát hành: 26 tháng 3 năm 2008 - Hãng đĩa: Epic Records - Định dạng: CD/DVD | —                 | 152               | - Nhật Bản: 1,300 |
| "—" biểu thị các bản phát hành không lọt vào bảng xếp hạng hoặc không được phát hành trong khu vực đó. |                                                                               |                   |                   |                   |

## Đĩa mở rộng
| Tên | Chi tiết                                                                                     | Thứ hạng cao nhất | Thứ hạng cao nhất | Doanh số           |
| Tên | Chi tiết                                                                                     | Hàn Quốc          | Nhật Bản          | Doanh số           |
| Tiếng Hàn                                                                                              | Tiếng Hàn                                                                                    | Tiếng Hàn         | Tiếng Hàn         | Tiếng Hàn          |
| --- | -------------------------------------------------------------------------------------------- | ----------------- | ----------------- | ------------------ |
| Lost in Love                                                                                           | - Phát hành: 9 tháng 12 năm 2010 - Hãng đĩa: KT Music - Định dạng: CD, digital download      | 3                 | —                 | - Hàn Quốc: 15,000 |
| Just Listen                                                                                            | - Phát hành: 2 tháng 5 năm 2013 - Hãng đĩa: ANG / Wealive - Định dạng: CD, digital download  | 5                 | —                 | - Hàn Quốc: 7,302  |
| Subsonic                                                                                               | - Phát hành: 6 tháng 12 năm 2013 - Hãng đĩa: ANG / Wealive - Định dạng: CD, digital download | 5                 | —                 | - Hàn Quốc: 9,605  |
| "—" biểu thị các bản phát hành không lọt vào bảng xếp hạng hoặc không được phát hành trong khu vực đó. |                                                                                              |                   |                   |                    |

## Đĩa đơn

### Tiếng Nhật
| 2004                                                                                                   | ゆびきり (Yubikiri Promise)                                   | —  | —   | Go! Younha                |
| 2005                                                                                                   | ほうき星 (Houkiboshi Comet)                                   | 12 | 15  | Go! Younha                |
| 2005                                                                                                   | もっとふたりで (Motto Futari de Just the Two of Us)           | —  | 113 | Go! Younha                |
| 2005                                                                                                   | タッチ / 夢の続き (Touch/Yume no Tsuzuki Touch/Endless Dream) | 11 | 14  | Go! Younha                |
| 2005                                                                                                   | マイ☆ラバ (My☆Lover)                                          | —  | 58  | Go! Younha                |
| 2006                                                                                                   | 手をつないで (Te wo Tsunaide To Hold Hands)                   | —  | 50  | SONGS -Teen's Collection- |
| 2006                                                                                                   | 今が大好き (Ima ga Daisuki I Love This Moment)                | —  | 71  | SONGS -Teen's Collection- |
| 2007                                                                                                   | 儚く強く (Hakanaku Tsuyoku Fleeting Strength)                 | 16 | 36  | SONGS -Teen's Collection- |
| 2009                                                                                                   | Girl                                                          | —  | 175 | ひとつ空の下              |
| 2009                                                                                                   | 好きなんだ (Sukinanda I Like You)                             | —  | 154 | ひとつ空の下              |
| "—" biểu thị các bản phát hành không lọt vào bảng xếp hạng hoặc không được phát hành trong khu vực đó. |                                                               |    |     |                           |

### Tiếng Hàn

#### 2000s
| 2004                                                                                                   | 약속 (Promise)                   | —    | —                          | Comet                      |
| 2006                                                                                                   | Audition (Time 2 Rock)           | N/A2 | —                          | Non-album single           |
| 2007                                                                                                   | 비밀번호 486 (Password 486)      | 4    | —                          | The Perfect Day to Confess |
| 2007                                                                                                   | 연애조건 (Love Condition)        | 15   | —                          | The Perfect Day to Confess |
| 2007                                                                                                   | 혜성 (Comet)                     | 1    | —                          | Comet                      |
| 2007                                                                                                   | 첫눈에 (At First Sight)          | 19   | —                          | Comet                      |
| 2008                                                                                                   | 텔레파시 (Telepathy)             | 4    | —                          | Someday                    |
| 2008                                                                                                   | Gossip Boy                       | 24   | —                          | Someday                    |
| 2009                                                                                                   | 1, 2, 3 (원투쓰리)               | 2    | —                          | Peace, Love & Ice Cream    |
| 2009                                                                                                   | 오늘 헤어졌어요 (Broke Up Today) | 1    | - Hàn Quốc (DL): 1,794,719 | Growing Season             |
| "—" biểu thị các bản phát hành không lọt vào bảng xếp hạng hoặc không được phát hành trong khu vực đó. |                                  |      |                            |                            |

#### 2010s
| 2010                                                                                                   | 말도 안돼 (Nonsense) (featured on Personal Taste OST)          | 7  | ×  | —                        | Lost in Love     |
| 2010                                                                                                   | One Shot với 주석                                              | 21 | ×  | —                        | Lost in Love     |
| 2010                                                                                                   | 내 남자친구를 부탁해 (Take Care of My Boyfriend)               | 10 | ×  | - Hàn Quốc (DL): 400,000 | Lost in Love     |
| 2011                                                                                                   | It's Beautiful                                                 | 31 | ×  | - Hàn Quốc (DL): 206,734 | Non-album single |
| 2012                                                                                                   | 우린 달라졌을까 (Would We Have Changed?) với John Park         | 17 | 10 | - Hàn Quốc (DL): 614,313 | Supersonic       |
| 2012                                                                                                   | Run                                                            | 25 | 34 | - Hàn Quốc (DL): 234,204 | Supersonic       |
| 2013                                                                                                   | 아니야 (Unacceptable)                                          | 3  | 6  | - Hàn Quốc (DL): 459,978 | Just Listen      |
| 2013                                                                                                   | 우리가 헤어진 진짜 이유 (The Real Reason Why We Broke Up)      | 10 | 8  | - Hàn Quốc (DL): 763,543 | Just Listen      |
| 2013                                                                                                   | 괜찮다 (It's Okay)                                             | 9  | 7  | - Hàn Quốc (DL): 288,954 | Subsonic         |
| 2013                                                                                                   | 없어 (Not There) với Eluphant                                  | 13 | 11 | - Hàn Quốc (DL): 250,206 | Subsonic         |
| 2014                                                                                                   | 별에서 온 그대 (You, Who Came From The Stars)                  | 15 | 9  | - Hàn Quốc (DL): 429,874 | Non-album single |
| 2014                                                                                                   | 달리 함께 (Just The Way You Are) with Jung Joon-young          | 21 | 11 | - Hàn Quốc (DL): 197,524 | Non-album single |
| 2014                                                                                                   | 우산 (Umbrella)                                                | 1  | 1  | - Hàn Quốc (DL): 703,379 | Non-album single |
| 2014                                                                                                   | 내 마음이 뭐가 돼 (Wasted) (What Does My Heart Become)         | 8  | ×  | - Hàn Quốc (DL): 206,645 | Non-album single |
| 2015                                                                                                   | 널 생각해 (Think About You) (với Chanhyuk của Akdong Musician) | 13 | ×  | - Hàn Quốc (DL): 80,153+ | Non-album single |
| 2015                                                                                                   | 허세 (HASHTAG) (sản xuất bởi Tablo)                            | 29 | ×  | - Hàn Quốc (DL): 69,302+ | Non-album single |
| 2016                                                                                                   | Get It? (với HA:TFELT and Cheetah)                             | 39 | ×  | - Hàn Quốc (DL): 48,778+ | Non-album single |
| 2017                                                                                                   | Hello (với pH-1)                                               | 17 | 39 | - Hàn Quốc (DL): 88,138+ | RescuE           |
| 2017                                                                                                   | Parade                                                         | 59 | —  | - Hàn Quốc (DL): 34,925+ | RescuE           |
| 2018                                                                                                   | 느린 우체통 (Snail Mail)                                       | 85 | —  | - Hàn Quốc (DL): —       | Non-album single |
| "—" biểu thị các bản phát hành không lọt vào bảng xếp hạng hoặc không được phát hành trong khu vực đó. |                                                                |    |    |                          |                  |

## Sản phẩm kết hợp
| Năm  | Nghệ sĩ       | Album                                              | Tên                                                                             |
| ---- | ------------- | -------------------------------------------------- | ------------------------------------------------------------------------------- |
| 2007 | Wheesung      | Eternal Essence of Music                           | "만져주기"                                                                      |
| 2007 | Toy           | Thank you                                          | "오늘 서울 하늘은 하루종일 맑음" ("Today Seoul's skies are sunny all day long") |
| 2008 | Epik High     | Pieces, Part One                                   | "우산" ("umbrella")                                                             |
| 2008 | Ajoo          | Paparazzi                                          | "Paparazzi" với C-Luv                                                           |
| 2008 | Kim Bum-soo   | The Practical Usage of Sadness(슬픔활용법)         | "줄다리기" ("Tug of War")                                                       |
| 2008 | Kim Dong-wan  | Promise                                            | "약속" ("Promise")                                                              |
| 2009 | Bobby Kim     | Special Album-Love Chapter.1                       | " 사랑.. 그 놈" ("Love...that man")                                             |
| 2011 | Yim Jae-beom  | "사랑에 아파한 날들"(The Day I Was Hurt From Love) | "사랑에 아파한 날들"(The Day I Was Hurt From Love)                              |
| 2012 | Soul Dive     | Luv Recycle Part 2                                 | "Tears Have Dried"                                                              |
| 2013 | J'Kyun        | Show Me The Money 2 (television performance)       | "Heaven"                                                                        |
| 2013 | Park Ki-woong | "You Are My Baby"                                  | "You Are My Baby"                                                               |
| 2013 | Philtre       | Fade                                               | "Fade"                                                                          |
| 2013 | So Ji-sub     | "6PM... Ground"                                    | "소풍"                                                                          |